# Sportverein Babelsberg 1903
SV Babelsberg 03 é uma agremiação esportiva alemã do bairro de Babelsberg, em Potsdam, capital de Brandemburgo. Na temporada 2010-2011 participou da terceira divisão do futebol alemão.
A sociedade foi fundada em 1948 como SG Karl-Marx Babelsberg e sucedeu ao SpVgg Potsdam 03/SC Nowawes, o time local existente antes da Segunda Guerra Mundial.

## História
O Nowawes conquistou em 1935 a sua primeira promoção à Gauliga Berlin-Brandenburg, uma das dezesseis máximas divisões nascidas a partir da reorganização do futebol alemão imposta pelo Terceiro Reich. O clube foi rebaixado após três temporadas nunca terminando além do oitavo lugar entre dez times. O clube retornou à Gauliga, em 1943, com o nome de SpVgg Potsdam e terminou em terceiro e em quarto lugar nos dois últimos campeonatos antes do fim da guerra. Em 1949, a sociedade se funde com o 
SG Drewitz e no ano seguinte a companhia assume o nome de BSG Motor Babelsberg.
A equipe, por todo o tempo existente da Alemanha Oriental, atuou na DDR-Liga, a segunda divisão do Campeonato da República Democrática Alemã. Com a reunificação, o time assumiu o nome atual e nos primeiros anos da década de 1990 militou entre a quarta e a quinta divisão. Na temporada 1997-1998 conseguiu o acesso para a Regionalliga. O orçamento da equipe entre 1996 e 1999 aumentou dez vezes, e em 2001-2002 o clube alcançou o acesso à Zweite Bundesliga.
A permanência na segunda série, contudo, foi bastante breve, dado que o clube terminou o campeonato no último lugar e sofreu o descenso após um ano. Em 2003-2004, após cair depois de um ano para a Regionalliga, o time retornou à NOFV-Oberliga (IV). A justificativa é que o clube, em 2003, declarou bancarrota mas continuou a jogar graças a um plano de financiamento suportado pelos credores.
Ao fim da temporada 2006-2007, o time se classificou em primeiro na NOFV-Oberliga e ganhou o acesso para a Regionalliga. Ao vencer o torneio da Regionalliga Nord, em 2009-2010, garantiu a volta à terceira divisão em 2010-2011.

## Títulos
- Bezirksliga Potsdam (III): 1973;
- Bezirksliga Potsdam-Sud  (III): 1981;
- Verbandsliga Brandenburg (V): 1996;
- NOFV-Oberliga Nord (IV): 1997, 2007;
- Vice Regionalliga Nord (III): 2001;
- Vice da Brandenburgischer Landespokal: 2012;

## Cronologia recente
| Temporada | Liga                  | Lugar |
| --------- | --------------------- | ----- |
| 1991/92   | Bezirksliga           | 02ª ↑ |
| 1992/93   | Landesliga Süd        | 01ª ↑ |
| 1993/94   | Verbandsliga          | 02ª   |
| 1994/95   | Verbandsliga          | 02ª   |
| 1995/96   | Verbandsliga          | 01ª ↑ |
| 1996/97   | Oberliga Nord         | 01ª ↑ |
| 1997/98   | Regionalliga Nordost  | 14ª   |
| 1998/99   | Regionalliga Nordost  | 15ª   |
| 1999/2000 | Regionalliga Nordost  | 05ª   |
| 2000/01   | Regionalliga Nord     | 02ª ↑ |
| 2001/02   | 2. Bundesliga         | 18ª ↓ |
| 2002/03   | Regionalliga Nord     | 16ª ↓ |
| 2003/04   | Oberliga Nordost Nord | 02ª   |
| 2004/05   | Oberliga Nordost Nord | 03ª   |
| 2005/06   | Oberliga Nordost Nord | 03ª   |
| 2006/07   | Oberliga Nordost Nord | 01ª ↑ |
| 2007/08   | Regionalliga Nord     | 15ª   |
| 2008/09   | Regionalliga Nord     | 03ª   |
| 2009/10   | Regionalliga Nord     | 01ª ↑ |
| 2010/11   | 3. Liga               | 13ª   |
| 2011/12   | 3. Liga               | 17ª   |